# 生物指標

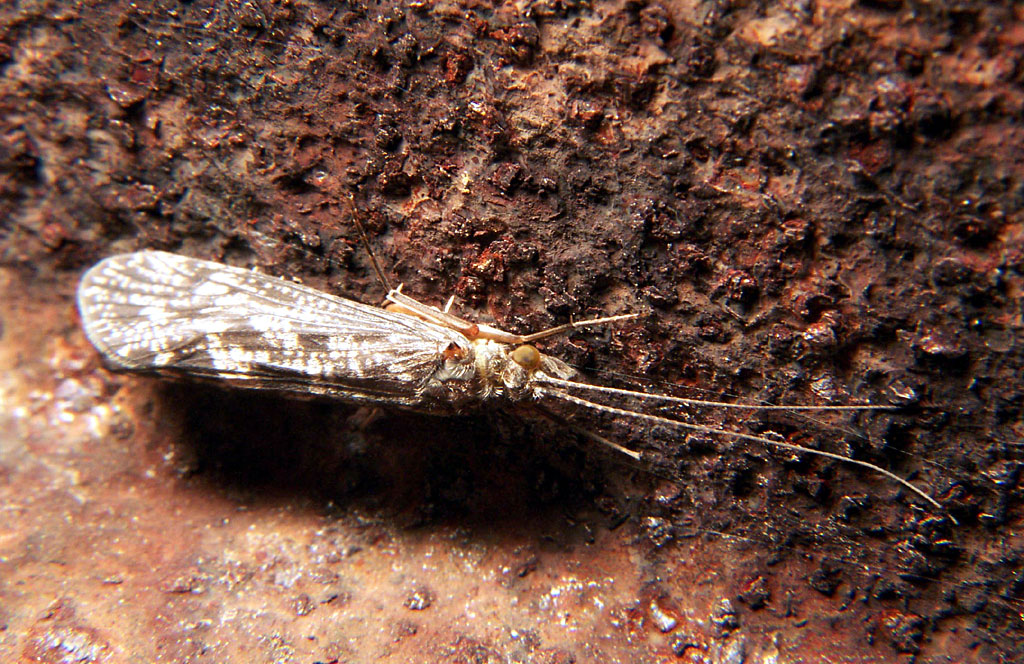
石蛾為監測水質的生物指標

生物指標（Bioindicator）又稱指標物種或指示物種（indicator species），指族群狀態可反映其栖息地環境品質的物種。研究人員利用生物指標進行生物監測，即藉由觀察指標種的族群變化，推得環境受污染的情形。生物指標可反映污染持續時間對生物的間接影響等藉由物理或化學方法無法獲知的額外資訊。研究人員不需觀測環境中的所有生物，透過觀察單一指標物種即可偵測整體環境的變化情形。
有些指標物種僅適用於特定的環境，在不同環境或地理區域的準確度會下降。

## 案例

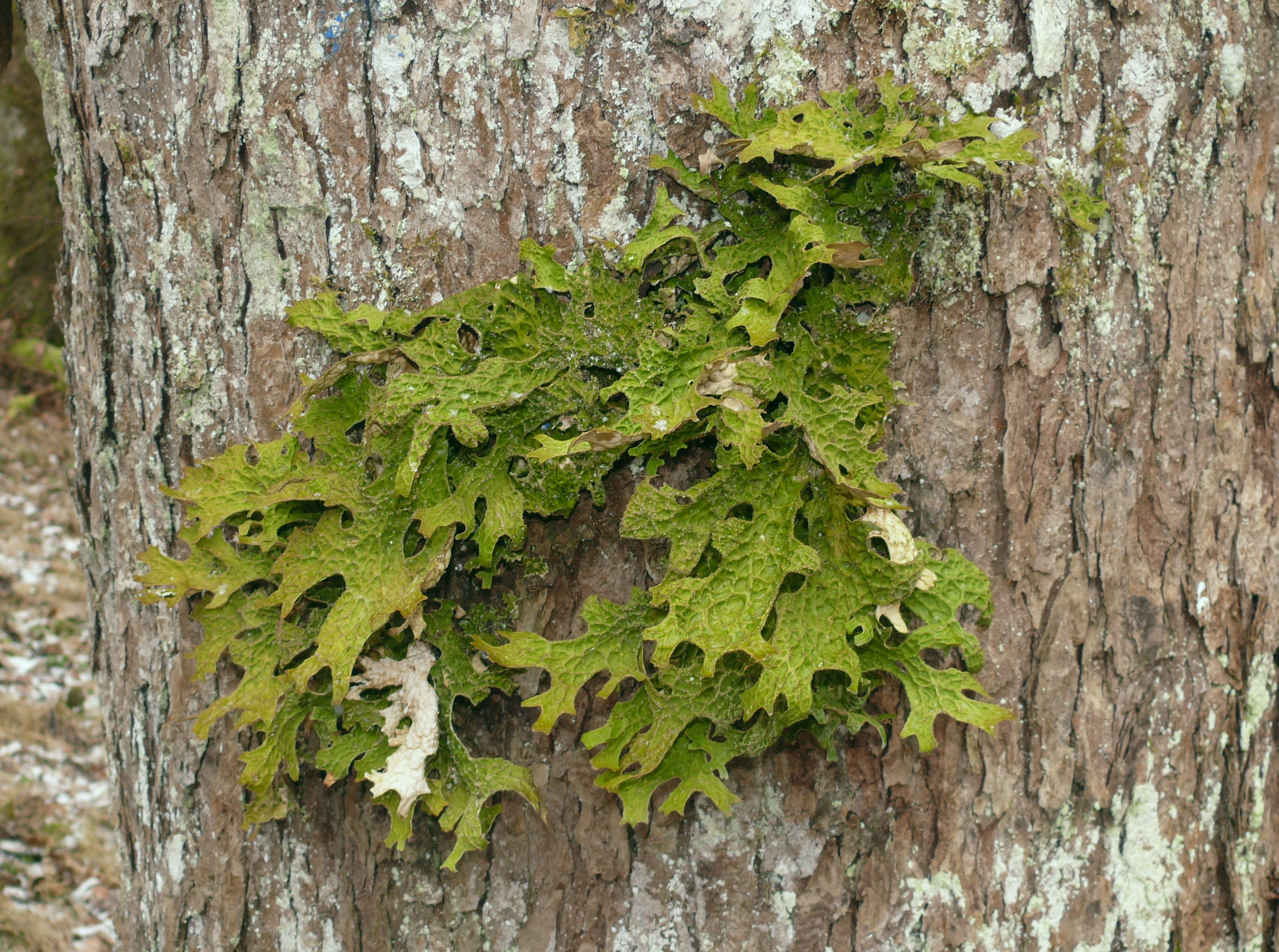
肺衣對空氣污染相當敏感，可用作指標生物

細小裸藻、雙核草履蟲、苔蘚、地衣、石蛾、蛙與蟾蜍、螯蝦等生物均可作為環境的生物指標，檢測環境中的二氧化硫、氮氧化物、殺蟲劑、重金屬或其他化學毒素等污染物。